# Волен Николаев
Волен Любенов Николаев е български поет, автор на текстове на песни.

## Биография
Роден е на 9 септември 1954 в София. Майка му Ана Александрова е поетеса и балетен критик. Баща му Любен Николаев е скулптор и правнук на Илия Блъсков, също така наследник на Екзарх Стефан.
Работил е дълги години като свободен журналист към списание „София“, Радио София и сп. „Общество и право“.
Умира на 15 март 2011 г. след чернодробни усложнения.

## Творчество
Волен Николаев пише и побликува стихове от най-ранна детска възраст. 
Има дългогодишна работа с „Щурците“ „20-и век”, "Жулиета", "Сняг от детството" от албума "20-и век" (1980); "Вкусът на времето", "Прощаване", "Очакване", "Малкият мъж" от албума "Вкусът на времето" (1982); "Стълбата", "Хамлет", "Конникът", "Помниш ли" от албума "Конникът" (1985) и "Нощен блок", "Когато си отива любовта" от албума "Мускетарски марш" (1986), както и текстове за много други музиканти. Написал е над 600 текста за песни на изпълнители от ранга на Лили Иванова, Мими Иванова, Васил Найденов, Петя Буюклиева и много други. Много от песните са награждавани. 
Има 2 негови филма – „Лято в бяло“ и „Конче мое“, както и много сценарии.
Автор е и на пиесите „Дневна любов", „Силует на едно желание", „Преди и след началото".
Като режисьор има 8-часово мега представление за над 30000 човека на стадион "Академик" - 100 години Софийски университет "Кл. Охридски".
Издадени са няколко стихосбирки с негова поезия – „Взаимност“, „Вкусът на времето“, „Силует на едно желание“ и „Досие на сърцето“както и множество участия в поетични алманаси.
Известен е и като преводач от руска и немска поезия. 
За вокална група „Бонбон" е създал текстове на повече от 100 песни. Носител е на награда за детска песен и на почти всички награди за песенен текст.
Удостоен е с наградата Сребърен Орфей.
Автор е на редица статии за вестник „АБВ", „Списание София", със статии в почти всеки брой за темите и творческите личности в София. Работи също така за весник „Народна Култура" и списание „Общество и Право". Като сътрудник на националното радио, прави репортажи и има над 1000 предавания отразяващи всички сфери на живота. Бил е член на „Съюза на българските писатели", „Съюза българските журналисти" и консултант в „Съюза на българските композитори".  

## Личен живот
Има едно дете от брака си с художничката Марина Иванова. Дъщеря им Белла Волен е родена през декември 1982 в София. Белла е художник, живее от 2003 година в Австрия и има собствена галерия във Виена. Тя е наследник на авторските права на Николаев, както и на сестра му Мая Шопова (балерина, поетеса и хореограф), и майка му Aна Александрова (поетеса, писателка, автор на детски книги, преводач на поезия, и балетовед).  